# Atelanthera perpusilla
Atelanthera es un género monotípico de plantas fanerógamas de la familia Brassicaceae. Su única especie, Atelanthera perpusilla, es originaria de Asia Central.

## Taxonomía
Atelanthera perpusilla fue descrita por Hook.f. & Thomson y publicado en Journal of the Proceedings of the Linnean Society 5: 138. 1861.
Sinonimia
- Atelanthera contorta Gilli
- Atelanthera pentandra Jafri[2]